# 앤드리아 레드섬

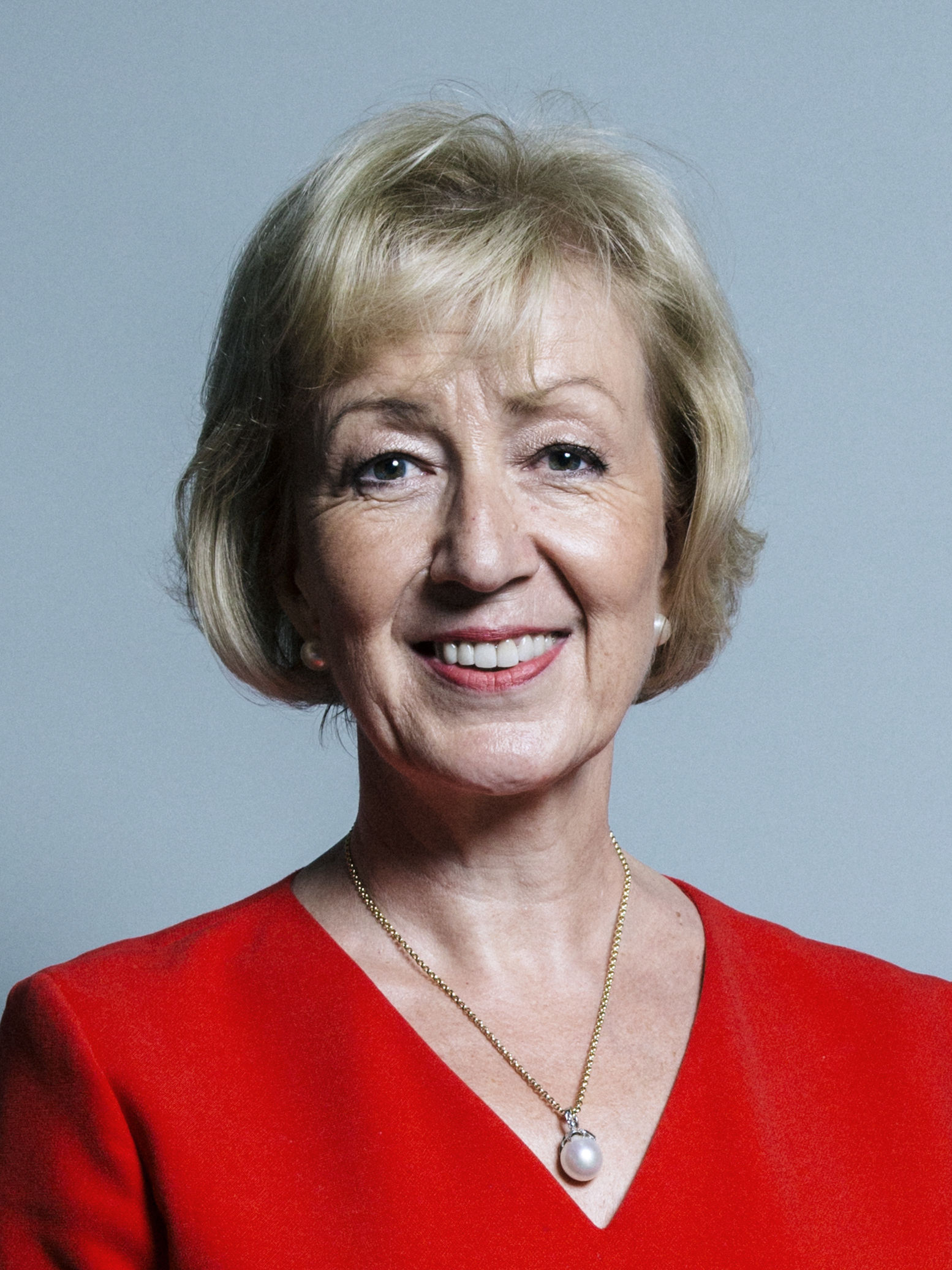

앤드리아 재클린 레드섬 (Andrea Jacqueline Leadsom, 영어 발음으로 /ˈlɛdsəm/, 결혼 전 이름은 새먼; Salmon, 1963년 5월 13일~)은 영국 보수당의 정치인이다. 2014년 4월부터는 영국 재무부 경제담당차관에 올랐고, 2015년 5월 11일부터 영국 에너지기후변화부 차관을 맡았고, 2017년 6월 11일 하원 대표에 올랐다.
워릭 대학교에서 정치과학을 전공한 레드섬은 바클리즈에 입사해 증권업자가 되었다. 이후 2010년 총선에서 사우스노샘프턴셔 지역구 하원 의원으로 첫 당선됐다. 브렉시트(영국의 유럽 연합 탈퇴)에 관해서는 처음엔 반대 진영에 서서 영국 경제에 "재앙"이 될 것이라고 밝히기도 했으나, 2016년 영국 유럽 연합 회원국 국민투표 기간에는 탈퇴 운동에 힘을 실었다.
국민투표 이후 데이비드 캐머런 총리가 사퇴하자 레드섬은 보수당 대표, 나아가 차기 영국 총리를 뽑는 보수당 대표 경선에 나선 다섯 후보 중 한 명이 되었다. 의원 표결 2차 투표에서 레드섬은 테리사 메이의 뒤를 이어 2위에 올랐고, 그에 따라 당원 참여 무기명 투표가 진행될 예정이었다. 그러나 투표가 이뤄지기 전에 후보 자리에서 물러났는데, 그 이유에 대해서 자신의 지지가 당선에 이르기엔 부족하고 메이를 지지하기 위해서라고 했다. 레드섬은 경선 과정에서 자신의 전문 경력을 지나치게 강조했던 점과 "아이를 가진 것은 자신이 나라의 미래를 생각하게 하는 요인 중 하나"라고 발언한 것 때문에 비판에 직면하기도 했다.